# Pyraloidea
Halvmøl (Pyraloidea) er en overfamilie af sommerfugle (Lepidoptera) der indeholder omkring 16.000 beskrevne arter på verdensplan, og sandsynligvis er der mindst lige så mange der venter på at blive beskrevet. Der er generelt tale om ret små møl, og som sådan har de traditionelt været forbundet med den parafyletiske gruppe Microlepidoptera (møl).
I Danmark er der fundet omtrent 207 arter fordelt på 2 familier Pyralidae og Crambidae, hvoraf den sidstnævnte er den største.

## Systematik
Overfamilien Pyraloidea (halvmøl) plejede at indeholde Hyblaeidae, Thyrididae, Alucitidae (plus Tineodidae), Pterophoridae og Pyralidae. De første fire familier er nu hver udskilt som særskilte overfamilier.
I dag er Pyraloidea normalt opdelt i Pyralidae og Crambidae, da begge grupper har vist sig at være monofyletiske og søstergrupper til hinanden.
Nogle slægter (f.eks. Micronix og Tanaobela) er ikke lette at klassificere og er skiftevis blevet tildelt Crambidae eller Pyralidae.

## Kendetegn
Halvmøl har er en række fælles kendetegn såsom høreorganer i første bagkropsled, en snabel der er skælklædt ved grunden, veludviklede palper (et par behårede, leddelte vedhæng som snablen gemmes bag ved) og på karakterer i bagvingernes bagvingernes ribbenet.
Crambidae har en skillevæg mellem de to høreorganer, som Pyralidae ikke har, og modsat Pyralidae befinder trommehinderne sig ikke i samme plan.

## Levevis
Blandt alle sommerfugle (Lepidoptera) udviser halvmøl de mest forskelligartede livshistorietilpasninger. Larverne af de fleste arter lever enten indvendigt i eller udvendigt på levende planter som bladrullere, minerere, borere, rodædere og frøædere. Andre arter lever parasitisk i myre-reder (Wurthiini), forgriber sig på skjoldlus (Coccoideae) (visse Phycitinae) eller lever i bi-reder (Galleriinae). Larverne af Acentropinae er tilpasset livet under vand, og visse Phycitinae og Pyralinae er tilpasset meget tørre miljøer og deres larver lever af opbevarede fødevarer. Andre lever af dødt dyrisk materiale (detritus) såsom ådsler og afføring.
Med så mange forskelligefor livsstil bruges halvmøl i biodiversitetsundersøgelser.

## Økonomisk betydning
Nogle arter er af økonomisk betydning, f.eks.
- Buksbomhalvmøl (Cydalima perspectalis)[9]
- Risstængelborere (Chilo spp.; Scirpophaga spp.)
- Tofarvet frømøl (Plodia interpunctella)[10]
- Majshalvmøl (Ostrinia nubilalis)[11]
- Indo-australsk kokosnøddespydmøl (Tirathaba rufivena)
- Kakaomøl (Ephestia elutella)[12]
- Melmøl (Ephestia kuehniella)[13]
- Lille voksmøl (Achroia grisella)[14]
- Stort voksmøl (Galleria mellonella)[15]
- Rismøl (Corcyra cephalonica)
- Spoladea recurvalis
- Duponchelia fovealis[16]
- Bælgplanteborer (Maruca vitrata)
- Aubergineborere (Leucinodes spp.).

## Eksterne links
Globalt informationssystem om halvmøl (GlobIZ)
- Solis, M. Alma (juni 2007). "Phylogenetic studies and modern classification of the Pyraloidea (Lepidoptera )". Revista Colombiana de Entomología. 33 (1): 1-8. doi:10.25100/socolen.v33i1.9306. S2CID 54056954.
- Billeder af halvmøl fra New Zealand Arkiveret 15. februar 2020 hos  Wayback Machine